# Poltys
Poltys es un género de arañas araneomorfas de la familia Araneidae. Se encuentra en Asia, África subsahariana y Oceanía.

## Lista de especies
Desde el año 2010 contiene 43 especies:
- Poltys acuminatus Thorell, 1898 – Australia (Queensland, Nueva Gales del Sur), Samoa
- Poltys apiculatus Thorell, 1892 – Vanuatu
- Poltys baculiger Simon, 1907 – Papúa Nueva Guinea (Nueva Irlanda)
- Poltys bhabanii (Tikader, 1970) – Australia (Queensland)
- Poltys bhavnagarensis Patel, 1988 – Nueva Guinea, Australia (Queensland), Samoa
- Poltys caelatus Simon, 1907 – India
- Poltys columnaris Thorell, 1890 – África oriental
- Poltys corticosus Pocock, 1898 – Filipinas
- Poltys dubius (Walckenaer, 1841) – Pakistán a Australia (Territorio del Norte)
- Poltys elevatus Thorell, 1890 – Europa del sur, África, Oriente Medio, Pakistán, India, China, Japón. Introducida en Rep. Dominicana, Costa Rica, Colombia, Brasil
- Poltys ellipticus Han, Zhang & Zhu, 2010 – Nueva Guinea, Australia (Queensland, Isla de Lord Howe)
- Poltys fornicatus Simon, 1907 – Australia (Nueva Gales del Sur)
- Poltys frenchi Hogg, 1899 – China a Australia (Queensland)
- Poltys furcifer Simon, 1881 – Indonesia (Sumatra)
- Poltys godrejii Bastawade & Khandal, 2006 – Nueva Guinea, Papúa New Guinea (archipiélago de Bismarck)
- Poltys grayi Smith, 2006 – Malasia, Indonesia (Java, Célebes), Nueva Guinea
- Poltys hainanensis Han, Zhang & Zhu, 2010 – Myanmar a Filipinas, Australia (Nueva Gales del Sur)
- Poltys horridus Locket, 1980 – India a Myanmar
- Poltys idae (Ausserer, 1871) – Indonesia (Sumatra)
- Poltys illepidus C. L. Koch, 1843 – Papúa Nueva Guinea (Nueva Bretaña)
- Poltys jujorum Smith, 2006 – Camerún
- Poltys kochi Keyserling, 1864 – China
- Poltys laciniosus Keyserling, 1886 – China
- Poltys longitergus Hogg, 1919 – Australia (Queensland, Nueva Gales del Sur)
- Poltys milledgei Smith, 2006 – Taiwán, Japón
- Poltys monstrosus Simon, 1897 – India
- Poltys mouhoti (Günther, 1862) – Filipinas
- Poltys nagpurensis Tikader, 1982 – India
- Poltys nigrinus Saito, 1933 – China
- Poltys noblei Smith, 2006 – Bangladés
- Poltys pannuceus Thorell, 1895 – Camerún
- Poltys pogonias Thorell, 1891 – Myanmar
- Poltys pygmaeus Han, Zhang & Zhu, 2010 – Islas Salomón, archipiélago de Bismarck
- Poltys raphanus Thorell, 1898 – India a Japón, Indonesia, Papúa Nueva Guinea, Australia, Fiyi, Tonga, Polinesia Francesa
- Poltys rehmanii Bastawade & Khandal, 2006 – Nueva Guinea, Australia (Territorio del Norte)
- Poltys reuteri Lenz, 1886 – Bangladés
- Poltys squarrosus Thorell, 1898 – Filipinas
- Poltys stygius Thorell, 1898 – Australia, Tasmania
- Poltys timmeh Smith, 2006 – Mozambique
- Poltys turriger Simon, 1897 – Australia (Nueva Gales del Sur)
- Poltys turritus Thorell, 1898 – Tailandia
- Poltys unguifer Simon, 1909 – Yemen
- Poltys vesicularis Simon, 1889 – Australia (Queensland), Nueva Guinea